# Varese Football Club 1964-1965
Questa pagina raccoglie i dati riguardanti il Varese Football Club 1910 nelle competizioni ufficiali della stagione 1964-1965.

## Organigramma societario
Area direttiva
- Presidente: Giulio Cesare Casati
- Direttore tecnico: Antonio Busini

Area tecnica
- Allenatore: Ettore Puricelli

## Rosa
| N. |                   | Ruolo | Calciatore          |
| -- | ----------------- | ----- | ------------------- |
|    | Italia (bandiera) | P     | Antonio Lonardi     |
|    | Italia (bandiera) | P     | Ferdinando Miniussi |
|    | Italia (bandiera) | D     | Guglielmo Burelli   |
|    | Italia (bandiera) | D     | Ernesto Marcolini   |
|    | Italia (bandiera) | D     | Pietro Maroso       |
|    | Italia (bandiera) | C     | Giancarlo Beltrami  |
|    | Italia (bandiera) | C     | Franco Rondanini    |
|    | Italia (bandiera) | C     | Luigi Ossola        |
|    | Italia (bandiera) | C     | Carlo Soldo         |

| N. |                     | Ruolo | Calciatore          |
| -- | ------------------- | ----- | ------------------- |
|    | Germania (bandiera) | C     | Horst Szymaniak     |
|    | Italia (bandiera)   | C     | Piero Cucchi        |
|    | Svezia (bandiera)   | C     | Kurt Andersson      |
|    | Italia (bandiera)   | C     | Mario Pasquina      |
|    | Italia (bandiera)   | A     | Alberto Spelta      |
|    | Italia (bandiera)   | A     | Angelo Volpato      |
|    | Italia (bandiera)   | A     | Ivo Vetrano         |
|    | Italia (bandiera)   | A     | Vincenzo Traspedini |
|    | Italia (bandiera)   | A     | Aldo Strada         |

## Risultati

### Serie A

#### Girone di andata
| Varese 13 settembre 1964 1ª giornata | Varese | 0 – 0 | Inter | Stadio Franco Ossola |

| Varese 20 settembre 1964 2ª giornata                         | Varese    | 2 – 0 | Torino | Stadio Franco Ossola |
| \| \| \| \| \| Andersson 11’ Pasquina 60’ \| Marcatori \| \| |           |       |        |                      |
|                                                              |           |       |        |                      |
| Andersson 11’ Pasquina 60’                                   | Marcatori |       |        |                      |

| Roma 27 settembre 1964 3ª giornata                                                                                           | Roma      | 5 – 2                       | Varese | Stadio Olimpico |
| \| \| \| \| \| Angelillo 47’, 65’ Leonardi 55’ Schnellinger 58’ Tamborini 87’ \| Marcatori \| 62’ Traspedini 80’ Pasquina \| |           |                             |        |                 |
| |           |                             |        |                 |
| Angelillo 47’, 65’ Leonardi 55’ Schnellinger 58’ Tamborini 87’                                                               | Marcatori | 62’ Traspedini 80’ Pasquina |        |                 |

| Varese 4 ottobre 1964 4ª giornata                            | Varese    | 1 – 1       | Fiorentina | Stadio Franco Ossola |
| \| \| \| \| \| Traspedini 23’ \| Marcatori \| 58’ Morrone \| |           |             |            |                      |
|                                                              |           |             |            |                      |
| Traspedini 23’                                               | Marcatori | 58’ Morrone |            |                      |

| Vicenza 11 ottobre 1964 5ª giornata                                                           | L.R. Vicenza | 3 – 2                     | Varese | Stadio Romeo Menti |
| \| \| \| \| \| Luís Vinício 10’ Vastola 49’, 57’ \| Marcatori \| 54’ Rondanini 69’ Vetrano \| |              |                           |        |                    |
|                                                                                               |              |                           |        |                    |
| Luís Vinício 10’ Vastola 49’, 57’                                                             | Marcatori    | 54’ Rondanini 69’ Vetrano |        |                    |

| Roma 18 ottobre 1964 6ª giornata                                                | Lazio     | 3 – 1        | Varese | Stadio Olimpico |
| \| \| \| \| \| Mari 56’ Governato 59’ Renna 85’ \| Marcatori \| 6’ Andersson \| |           |              |        |                 |
|                                                                                 |           |              |        |                 |
| Mari 56’ Governato 59’ Renna 85’                                                | Marcatori | 6’ Andersson |        |                 |

| Varese 25 ottobre 1964 7ª giornata                           | Varese    | 2 – 0 | Sampdoria | Stadio Franco Ossola |
| \| \| \| \| \| Vetrano 64’ Traspedini 66’ \| Marcatori \| \| |           |       |           |                      |
|                                                              |           |       |           |                      |
| Vetrano 64’ Traspedini 66’                                   | Marcatori |       |           |                      |

| Bergamo 8 novembre 1964 8ª giornata | Atalanta | 0 – 0 | Varese | Stadio Atleti Azzurri d'Italia |

| Varese 15 novembre 1964 9ª giornata | Varese | 0 – 0 | Foggia & Incedit | Stadio Franco Ossola |

| Varese 22 novembre 1964 10ª giornata         | Varese    | 1 – 0 | Messina | Stadio Franco Ossola |
| \| \| \| \| \| Ossola 26’ \| Marcatori \| \| |           |       |         |                      |
|                                              |           |       |         |                      |
| Ossola 26’                                   | Marcatori |       |         |                      |

| Catania 29 novembre 1964 11ª giornata | Catania | 0 – 0 | Varese | Stadio Angelo Massimino |

| Cagliari 13 dicembre 1964 12ª giornata                     | Cagliari  | 1 – 1          | Varese | Stadio Amsicora |
| \| \| \| \| \| Rizzo 58’ \| Marcatori \| 58’ Traspedini \| |           |                |        |                 |
|                                                            |           |                |        |                 |
| Rizzo 58’                                                  | Marcatori | 58’ Traspedini |        |                 |

| Varese 20 dicembre 1964 13ª giornata                                                 | Varese    | 2 – 2                 | Genoa | Stadio Franco Ossola |
| \| \| \| \| \| Gilardoni 58’ Cappellini 58’ \| Marcatori \| 63’ Spelta 76’ Ossola \| |           |                       |       |                      |
|                                                                                      |           |                       |       |                      |
| Gilardoni 58’ Cappellini 58’                                                         | Marcatori | 63’ Spelta 76’ Ossola |       |                      |

| Bologna 27 dicembre 1964 14ª giornata                                   | Bologna   | 3 – 0 | Varese | Stadio Amsicora |
| \| \| \| \| \| Nielsen 26’ Haller 69’ Bulgarelli 76’ \| Marcatori \| \| |           |       |        |                 |
|                                                                         |           |       |        |                 |
| Nielsen 26’ Haller 69’ Bulgarelli 76’                                   | Marcatori |       |        |                 |

| Varese 3 gennaio 1965 15ª giornata | Varese | 0 – 0 | Milan | Stadio Franco Ossola |

| Torino 10 gennaio 1965 16ª giornata                                                 | Juventus  | 3 – 2              | Varese | Stadio Comunale |
| \| \| \| \| \| Menichelli 14’, 37’ Combin 34’ \| Marcatori \| 31’, 89’ Andersson \| |           |                    |        |                 |
|                                                                                     |           |                    |        |                 |
| Menichelli 14’, 37’ Combin 34’                                                      | Marcatori | 31’, 89’ Andersson |        |                 |

| Varese 17 gennaio 1965 17ª giornata              | Varese    | 1 – 0 | Mantova | Stadio Franco Ossola |
| \| \| \| \| \| Traspedini 23’ \| Marcatori \| \| |           |       |         |                      |
|                                                  |           |       |         |                      |
| Traspedini 23’                                   | Marcatori |       |         |                      |

#### Girone di ritorno
| Milano 24 gennaio 1965 18ª giornata | Inter | 0 – 0 | Varese | Stadio Giuseppe Meazza |

| Torino 31 gennaio 1965 19ª giornata          | Torino    | 1 – 0 | Varese | Stadio Comunale |
| \| \| \| \| \| Rosato 16’ \| Marcatori \| \| |           |       |        |                 |
|                                              |           |       |        |                 |
| Rosato 16’                                   | Marcatori |       |        |                 |

| Varese 7 febbraio 1965 20ª giornata                       | Varese    | 1 – 1        | Roma | Stadio Franco Ossola |
| \| \| \| \| \| Cucchi 17’ \| Marcatori \| 65’ De Sisti \| |           |              |      |                      |
|                                                           |           |              |      |                      |
| Cucchi 17’                                                | Marcatori | 65’ De Sisti |      |                      |

| Firenze 14 febbraio 1965 21ª giornata                | Fiorentina | 1 – 0 | Varese | Stadio Artemio Franchi |
| \| \| \| \| \| Orlando 83’ (rig.) \| Marcatori \| \| |            |       |        |                        |
|                                                      |            |       |        |                        |
| Orlando 83’ (rig.)                                   | Marcatori  |       |        |                        |

| Varese 21 febbraio 1965 22ª giornata                                                                      | Varese    | 3 – 2                        | L.R. Vicenza | Stadio Franco Ossola |
| \| \| \| \| \| Ossola 55’ (rig.) Traspedini 64’ Soldo 73’ \| Marcatori \| 24’ Luís Vinício 58’ Vastola \| |           |                              |              |                      |
| |           |                              |              |                      |
| Ossola 55’ (rig.) Traspedini 64’ Soldo 73’                                                                | Marcatori | 24’ Luís Vinício 58’ Vastola |              |                      |

| Varese 28 febbraio 1965 23ª giornata            | Varese    | 0 – 1         | Lazio | Stadio Franco Ossola |
| \| \| \| \| \| \| Marcatori \| 75’ Governato \| |           |               |       |                      |
|                                                 |           |               |       |                      |
|                                                 | Marcatori | 75’ Governato |       |                      |

| Genova 7 marzo 1965 24ª giornata | Sampdoria | 0 – 0 | Varese | Stadio Luigi Ferraris |

| Varese 21 marzo 1965 25ª giornata | Varese | 0 – 0 | Atalanta | Stadio Franco Ossola |

| Foggia 28 marzo 1965 26ª giornata                                      | Foggia & Incedit | 3 – 0 | Varese | Stadio Pino Zaccheria |
| \| \| \| \| \| Lazzotti 72’ Gambino 85’ Favalli 90’ \| Marcatori \| \| |                  |       |        |                       |
|                                                                        |                  |       |        |                       |
| Lazzotti 72’ Gambino 85’ Favalli 90’                                   | Marcatori        |       |        |                       |

| Messina 4 aprile 1965 27ª giornata              | Messina   | 0 – 1         | Varese | Stadio Giovanni Celeste |
| \| \| \| \| \| \| Marcatori \| 68’ Andersson \| |           |               |        |                         |
|                                                 |           |               |        |                         |
|                                                 | Marcatori | 68’ Andersson |        |                         |

| Varese 11 aprile 1965 28ª giornata                            | Varese    | 3 – 0 | Catania | Stadio Franco Ossola |
| \| \| \| \| \| Spelta 2’, 8’ Andersson 73’ \| Marcatori \| \| |           |       |         |                      |
|                                                               |           |       |         |                      |
| Spelta 2’, 8’ Andersson 73’                                   | Marcatori |       |         |                      |

| Varese 25 aprile 1965 29ª giornata                      | Varese    | 0 – 2                 | Cagliari | Stadio Franco Ossola |
| \| \| \| \| \| \| Marcatori \| 29’ Visentin 88’ Riva \| |           |                       |          |                      |
|                                                         |           |                       |          |                      |
|                                                         | Marcatori | 29’ Visentin 88’ Riva |          |                      |

| Genova 9 maggio 1965 30ª giornata            | Genoa     | 0 – 1      | Varese | Stadio Luigi Ferraris |
| \| \| \| \| \| \| Marcatori \| 15’ Spelta \| |           |            |        |                       |
|                                              |           |            |        |                       |
|                                              | Marcatori | 15’ Spelta |        |                       |

| Varese 16 maggio 1965 31ª giornata | Varese | 0 – 0 | Bologna | Stadio Franco Ossola |

| Milano 23 maggio 1965 32ª giornata             | Milan     | 1 – 0 | Varese | Stadio Giuseppe Meazza |
| \| \| \| \| \| Ferrario 46’ \| Marcatori \| \| |           |       |        |                        |
|                                                |           |       |        |                        |
| Ferrario 46’                                   | Marcatori |       |        |                        |

| Varese 30 maggio 1965 33ª giornata                           | Varese    | 1 – 1       | Juventus | Stadio Franco Ossola |
| \| \| \| \| \| Traspedini 36’ \| Marcatori \| 50’ Del Sol \| |           |             |          |                      |
|                                                              |           |             |          |                      |
| Traspedini 36’                                               | Marcatori | 50’ Del Sol |          |                      |

| Mantova 6 giugno 1965 34ª giornata                                                      | Mantova   | 3 – 1          | Varese | Stadio Danilo Martelli |
| \| \| \| \| \| Tomeazzi 3’ Di Giacomo 61’ Ciccolo 87’ \| Marcatori \| 36’ Traspedini \| |           |                |        |                        |
|                                                                                         |           |                |        |                        |
| Tomeazzi 3’ Di Giacomo 61’ Ciccolo 87’                                                  | Marcatori | 36’ Traspedini |        |                        |

### Coppa Italia
| Busto Arsizio 6 settembre 1964 Primo turno | Pro Patria | 1 – 0 | Varese | Stadio Carlo Speroni |

## Statistiche

### Statistiche di squadra
| Competizione | Punti | In casa | In casa | In casa | In casa | In casa | In casa | In trasferta | In trasferta | In trasferta | In trasferta | In trasferta | In trasferta | Totale | Totale | Totale | Totale | Totale | Totale | DR  |
| Competizione | Punti | G       | V       | N       | P       | Gf      | Gs      | G            | V            | N            | P            | Gf           | Gs           | G      | V      | N      | P      | Gf     | Gs     | DR  |
| ------------ | ----- | ------- | ------- | ------- | ------- | ------- | ------- | ------------ | ------------ | ------------ | ------------ | ------------ | ------------ | ------ | ------ | ------ | ------ | ------ | ------ | --- |
| Serie A      | 30    | 17      | 6       | 9       | 2       | 17      | 10      | 17           | 2            | 5            | 10           | 11           | 27           | 34     | 8      | 14     | 12     | 28     | 37     | -9  |
| Coppa Italia | -     | 0       | 0       | 0       | 0       | 0       | 0       | 1            | 0            | 0            | 1            | 0            | 1            | 1      | 0      | 0      | 1      | 0      | 1      | -1  |
| Totale       | -     | 17      | 6       | 9       | 2       | 17      | 10      | 18           | 2            | 5            | 11           | 11           | 28           | 35     | 8      | 14     | 13     | 28     | 38     | -10 |

### Statistiche dei giocatori
| Giocatore     | Serie A  | Serie A | Coppa Italia | Coppa Italia | Totale   | Totale |
| Giocatore     | Presenze | Reti    | Presenze     | Reti         | Presenze | Reti   |
| ------------- | -------- | ------- | ------------ | ------------ | -------- | ------ |
| K. Andersson  | 33       | 6       | ?            | ?            | 33+      | 6+     |
| G. Beltrami   | 29       | 0       | ?            | ?            | 29+      | 0+     |
| G. Burelli    | 16       | 1       | ?            | ?            | 16+      | 1+     |
| P. Cucchi     | 25       | 1       | ?            | ?            | 25+      | 1+     |
| A. Lonardi    | 19       | ?       | ?            | ?            | 19+      | ?      |
| E. Marcolini  | 21       | 0       | ?            | ?            | 21+      | 0+     |
| P. Maroso     | 33       | 0       | ?            | ?            | 33+      | 0+     |
| F. Miniussi   | 15       | ?       | ?            | ?            | 15+      | ?      |
| L. Ossola     | 29       | 3       | ?            | ?            | 29+      | 3+     |
| M. Pasquina   | 4        | 2       | ?            | ?            | 4+       | 2+     |
| F. Rondanini  | 3        | 1       | ?            | ?            | 3+       | 1+     |
| C. Soldo      | 34       | 1       | ?            | ?            | 34+      | 1+     |
| A. Spelta     | 26       | 3       | ?            | ?            | 26+      | 3+     |
| A. Strada     | 1        | 0       | ?            | ?            | 1+       | 0+     |
| H. Szymaniak  | 23       | 0       | ?            | ?            | 23+      | 0+     |
| V. Traspedini | 34       | 8       | ?            | ?            | 34+      | 8+     |
| I. Vetrano    | 24       | 2       | ?            | ?            | 24+      | 2+     |
| A. Volpato    | 5        | 0       | ?            | ?            | 5+       | 0+     |